# ضربة ساحقة (كرة المضرب)

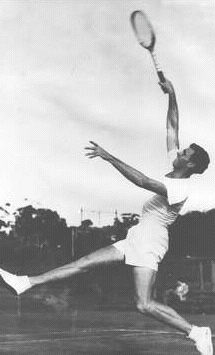
كين مَكجريجور يضرب ضربة ساحقة في أوائل الخمسينيات من القرن الماضي

الضرب الساحقة في كرة المضرب هو ضربة يضربها اللاعب فوق رأسه بحركة تشبه حركة الإرسال. يشار إليه أيضًا باسم ضربة فوق الرأس. يمكن عادةً إصابة الضربة القاضية بكمية عالية من القوة وغالبًا ما تكون تسديدة تنهي النقطة. تُضرب معظم الضربات الساحقة بالقرب من الشبكة أو في منتصف الملعب قبل أن ترتد الكرة بشكل عام ضد كرات القنطرة (Lob) التي لم يضربها الخصم كفاية في العمق. يمكن للاعب أيضًا ضرب الكرة الساحقة العالية جدًا عن خط الأساس مع أن هذا أقل قوة.